# Pachycnema pulverulenta
Pachycnema pulverulenta är en skalbaggsart som beskrevs av Hermann Burmeister 1844. Pachycnema pulverulenta ingår i släktet Pachycnema och familjen Melolonthidae. Inga underarter finns listade i Catalogue of Life.